# Estadio Brígido Iriarte
El Estadio Olímpico Nacional Brígido Iriarte es un estadio ubicado en la parroquia El Paraíso de la ciudad de Caracas, Venezuela. Se trata de un complejo que cuenta con un campo de fútbol y una pista de atletismo. Originalmente fue fundado con el nombre Estadio Nacional El Paraíso.
El estadio debe su nombre al saltador Brígido Iriarte, campeón nacional de Venezuela. En 1983, antes de la celebración de los Juegos Panamericanos en Caracas, el estadio fue renombrado, y en 1985 el proyecto recibió el premio de construcción otorgado por la Cámara Venezolana de la Construcción.
Cuenta con una capacidad para 8000 espectadores, aunque ha llegado a albergar a 13 500 personas cuando no tenía sillas.[cita requerida]

## Sede y equipos
En él juegan sus partidos como local el Caracas Fútbol Club y Metropolitanos Fútbol Club de la Primera División de Venezuela,y  también Estudiantes de Caracas y el Deportivo Miranda Fútbol Club de la Segunda División de Venezuela.

Tribuna del estadio Brígido Iriarte

En los años 2005 y 2006 acogió los partidos como local del Deportivo Táchira Fútbol Club debido a la remodelación del Polideportivo de Pueblo Nuevo. En el pasado también fue el campo del Deportivo Italia, Atlético Venezuela Club de Fútbol, y del Deportivo La Guaira.

## Remodelación
En 2005 se renovó la superficie de la pista de atletismo con una inversión de 4 000 000 de dólares estadounidenses. Cuenta con una pantalla gigante de alta definición.
En abril de 2007, como parte de un programa del Instituto Nacional de Deportes de Venezuela para reparar instalaciones deportivas que serían utilizadas en los II Juegos del ALBA, se instalaron 9.800 asientos de color azul. Además se inició la reparación o restauración de los vestuarios, del área de prensa (donde se instaló un nuevo sistema de aire acondicionado) y se procedió, entre otras restauraciones, a la reparación de los ascensores y del sistema de iluminación.
En ese mismo año, se ejecuta el proyecto del Centro de Alto Rendimiento Olímpico de Atletismo (CAROA) ubicado en el interior de las gradas oriental, consta de módulos de atención de atletas, centro de preparación física, vestuarios y el Salón de la Fama, obra proyectada y realizada por Tecnosports de Venezuela C. A., para la Federación Venezolana de Atletismo.
En el 2008 el estadio fue sede del I Mundial de Atletismo para sordos.
Desde diciembre de 2010, el estadio funciona como refugio para cientos de personas que quedaron sin hogar luego de las fuertes lluvias que azotaron a la zona central de Venezuela a finales de ese año. Luego del final de la temporada 2010-2011, la Federación Venezolana de Fútbol inhabilitó el Brígido Iriarte para partidos de Primera División.
Con la clasificación del Atlético Venezuela y Estudiantes de Caracas en diciembre del 2016 se empezaron la remodelación para la Copa Conmebol Sudamericana 2017 del presente torneo continental
Para el año 2020 se comienza una nueva remodelación la cual se interrumpe debido a la pandemia del Covid-19; retomando el 8 de junio las obras de drenaje y engramado de la cancha y reubicación de las familias que hacían vida en las instalaciones debido a que quedaron sin hogar y se les brindó refugio en esta sede.

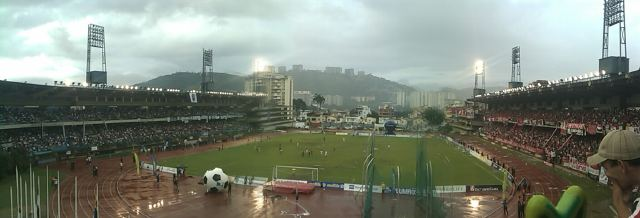
Panorámica del estadio previo a un partido entre el Real Esppor y el Caracas, en noviembre de 2010.